# Meconio

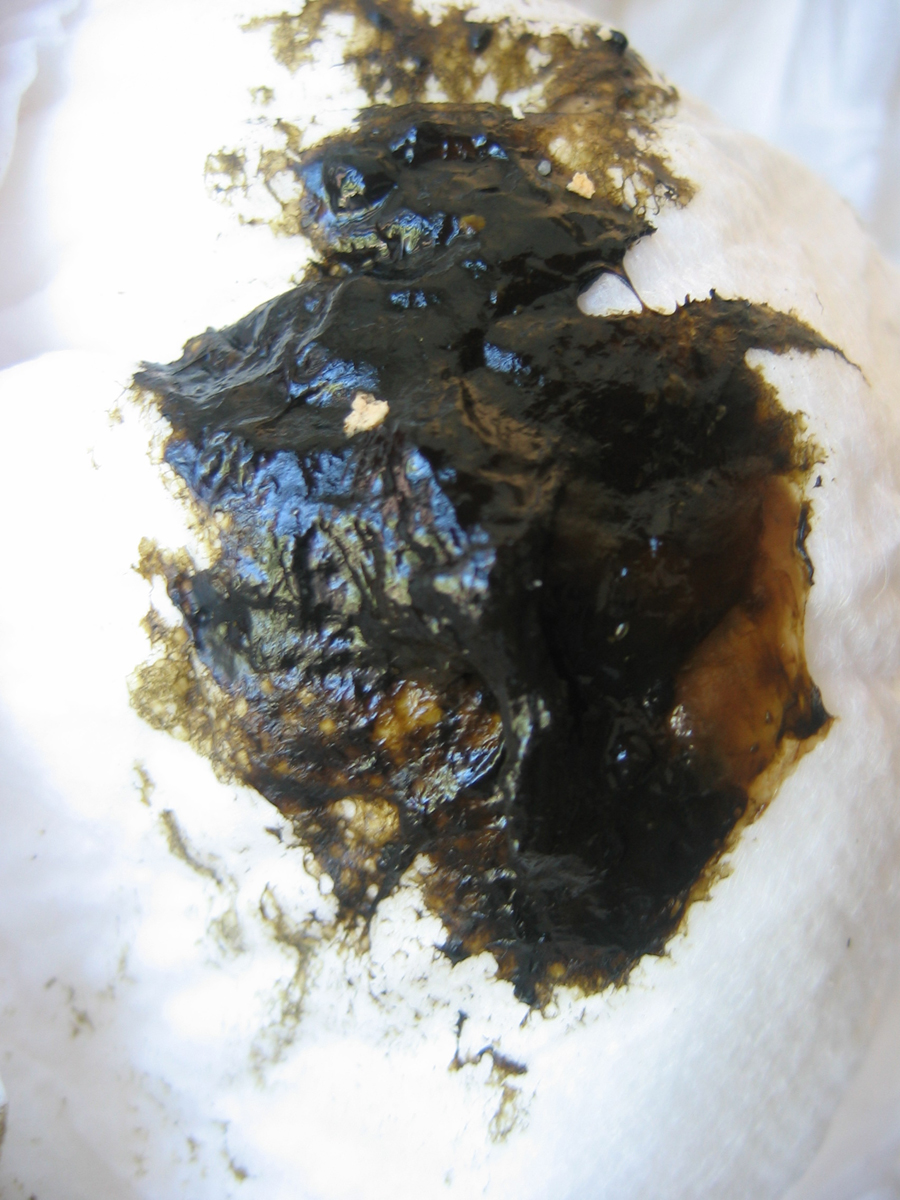
Meconio de un recién nacido de 12 horas — tercer movimiento de los intestinos del bebé. Escala: 5 cm de ancho.

El meconio es una sustancia viscosa y espesa de color verde oscuro a negro compuesta por células muertas y secreciones del estómago e hígado, que reviste el intestino del recién nacido. Su formación comienza en el periodo fetal. Son las primeras heces. El término meconio, que denomina la materia fecal que se acumula en el colon fetal durante la gestación, deriva de la palabra griega mekoni, que significa jugo adormecedor u opio. Desde que Aristóteles observara una relación entre la tinción por meconio del líquido amniótico y un estado de sueño fetal o la depresión neonatal, los obstetras se han interesado por el bienestar del feto cuando se presenta meconio en el líquido amniótico.
A veces, las parturientas al romper aguas observan la presencia de meconio en el líquido amniótico. Esto es síntoma de que el bebé tiene dificultades antes del parto.
El meconio puede tardar hasta 48 horas en ser expulsado por el bebé. Después las deposiciones son más sólidas y de color amarillo.
Si el bebé no realiza sus deposiciones tras ese periodo, se debe acudir urgentemente al pediatra para su valoración.

## Otros usos del término
En entomología, meconio se refiere a los desechos metabólicos al final del estadio larval o a la emergencia de la pupa, y también se utiliza el término en experimentos.